# Bizan
Pour plus de détails, voir Fiche technique et Distribution.
Bizan (眉山) est un film japonais réalisé par Isshin Inudō, sorti en 2007.

## Synopsis
Sakiko retourne dans sa ville natale, Tokushima, au pied du mont Bizan, après l'hospitalisation de sa mère, atteinte d'un cancer. Les relations entre les deux femmes sont dégradées, mais Sakiko essaie de soigner sa mère eu mieux. Sakiko a l'image de sa mère comme d'une personne froide jusqu'à ce que celle-ci lui confie une boîte remplie de lettres d'amour.

## Fiche technique
- Titre : Bizan
- Titre original : 眉山
- Réalisation : Isshin Inudō
- Scénario : Yukiko Yamamuro d'après le roman de Masashi Sada
- Musique : Michiru Ōshima
- Photographie : Takahiro Tsutai
- Montage : Sōichi Ueno
- Production : Manabu Endo
- Société de production : Chiaroscuro, Fuji Television Network, Gentōsha, Hakuhodo DY Media Partners, IMJ Entertainment, Kansai Telecasting, Pivot Plus Music et Tōhō
- Pays :  Japon
- Genre : Drame
- Durée : 120 minutes
- Dates de sortie : 
  -  Japon : 12 mai 2007 (Tokyo)

## Distribution
- Nanako Matsushima : Sakiko Kōno
- Takao Ōsawa : Daisuke Terasawa
- Nobuko Miyamoto : Ryuko Kōno
- Aya Enjōji : Keiko Otani
- Hirotarō Honda : Hideo Watanuki
- Ken Kaneko : Saburo Yoshino
- Mika Koide
- Manami Kurose : Sakiko Kōno à 14 ans
- Toshiyuki Nagashima : Shuhei Shimada
- Takeo Nakahara : Tsuyoshi Kobatake
- Isao Natsuyagi : Kojiro Shinozaki
- Takayuki Takemoto
- Tatsuo Yamada : Kenichi Matsuyama

## Distinctions
Le film a été nommé pour huit Japan Academy Prizes et en a remporté trois : meilleure musique, meilleure photographie et meilleures lumières.